# RPGツクール フェス
『RPGツクール フェス』（アールピージーツクール フェス）は、RPG制作ソフト。開発はジュピター、販売は角川ゲームス。

## 概要

### ワールドマップの複数制作
携帯ゲーム版で初めて、一つのゲームに複数のワールドマップを設定可能になった。

### ダウンロードコンテンツ
現代物のデータ素材や、特殊素材が配信される。

### RPGツクール フェス プレイヤー
本作を持っていなくてもニンテンドー3DSがあれば、公開されている投稿作品をダウンロードして遊ぶ事ができる。
ニンテンドーeショップで無料配信されている。

## 公式配信ゲーム
- GG クエスト ～亀の甲より年の功～
  - 鈴木咲
- グラドルクエスト
  - 倉持由香
- コスプレイヤー物語
  - えなこ
- 観光大使クエスト
  - 流れ星
- そして魔女に会う
  - kuro
- リトルヒーローズ
  - Plain soft
- 田舎町の事件簿
  - ゆわか
- AlteredArcs：オルタードアークス
  - terunon